# Musculus trachealis
Der Musculus trachealis (dt.: ‚Luftröhrenmuskel‘) ist eine muskulöse Struktur an der Rückwand der Luftröhre (Trachea) bei Säugetieren.
Der Musculus trachealis überbrückt zusammen mit Bindegewebe den nicht von den Knorpelspangen der Luftröhre gestützten Teil der Luftröhrenwand (Paries membranaceus). Bei Raubtieren liegt er den Knorpelspangen außen, bei den meisten übrigen Säugetieren innen an. Der Musculus trachealis wird vom Nervus vagus beziehungsweise dessen Nervus laryngeus recurrens innerviert.
Der Musculus trachealis besteht aus glatter Muskulatur. Sein Tonus sorgt dafür, dass die Knorpelspangen in vivo geschlossen sind. Erst mit dem Tod und damit der Erschlaffung des Muskels wird der Paries membranaceus deutlich.